# Котов, Виктор Филиппович
Виктор Филиппович Котов — советский военный, государственный и политический деятель, генерал-лейтенант.

Могила Котова на Богословском кладбище Санкт-Петербурга.

## Биография
Родился в 1909 году в Новосокольниках. Член КПСС с 1930 года.
С 1931 года — на военной службе. В 1931—1971 гг. — командир взвода в отдельном танковом батальоне, врио политрука учебной роты танкового батальона 86-й стрелковой Краснознаменной дивизии имени ЦИК Татарской АССР, командир танковой роты, командир 236-го отдельного танкового батальона, командир 191-го отдельного танкового батальона, участник советско-финской войны, участник Великой Отечественной войны, старший помощник начальника 1-го отделения автобронетанкового отдела штаба 43-й армии, командир 18-й танковой бригады, командир 42-й гвардейской танковой бригады, командующий бронетанковыми и механизированными войсками (БТМВ) 4-й армии, командир 31-й танковой Висленской Краснознамённой орденов Суворова и Кутузова дивизии, командующий БТМВ 25-й армии, командир 63-й механизированной Полоцкой ордена Суворова дивизии, командир 1-й механизированной Красноградской дивизии 2-й гвардейской механизированной армии, командир 19-й стрелковой Воронежско-Шумлинской Краснознамённой орденов Суворова и Трудового Красного Знамени дивизии, первый заместитель командующего, командующий 20-й гвардейской общевойсковой армией, командующий 8-й танковой армией, начальник кафедры оперативно-тактической подготовки Военно-медицинской ордена Ленина Краснознаменной академия имени С. М. Кирова.
Умер в 1982 году.
Похоронен на Богословском кладбище Санкт-Петербурга.